# Plectris elongata
Plectris elongata är en skalbaggsart som beskrevs av Hermann Burmeister 1855. Plectris elongata ingår i släktet Plectris och familjen Melolonthidae. Inga underarter finns listade i Catalogue of Life.